# Gertrude Olmstead
Pour les articles homonymes, voir Olmstead.
Gertrude Olmstead, née le 13 novembre 1897 à Chicago, et morte le 18 janvier 1975 à Beverly Hills,  est une actrice américaine. 

## Biographie
Elle est apparue dans The Fox en 1921 quand elle n'avait que 24 ans. Elle a obtenu plusieurs rôles la même année, figurant dans neuf films en 1921, et cinq autres en 1922. Elle a tourné dans dix-sept films au moment où elle a obtenu ce qui est aujourd'hui considéré comme son meilleur rôle[réf. nécessaire], en face de Rudolph Valentino dans le film Cobra en 1925. 
De 1925 à 1929, elle joue dans 28 films, le plus souvent le premier rôle. Avec l'avènement du film sonore, sa carrière resta au point mort, et elle se retira en 1929.

## Filmographie partielle
- 1921 : The Fox de Robert Thornby
- 1921 : The Driftin' Kid (en) d'Albert Russell
- 1921 : Sweet Revenge
- 1921 : Kickaroo
- 1921 : The Fightin' Fury
- 1921 : Out o' Luck

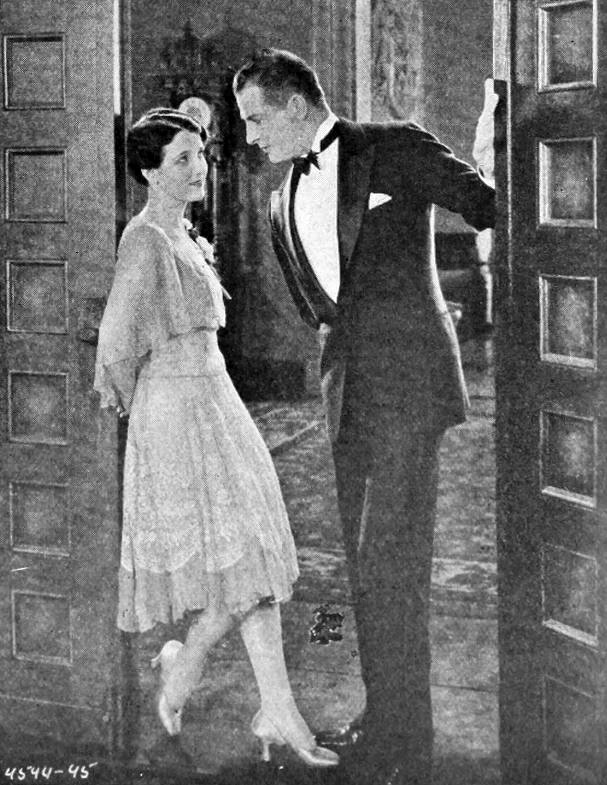
Gertrude Olmstead et Reginald Denny dans The Cheerful Fraud (1927).

- 1922 : The Adventures of Robinson Crusoe
- 1922 : The Loaded Door de Harry A. Pollard
- 1923 : Cameo Kirby de John Ford
- 1924 : Empty Hands de Victor Fleming
- 1924 : La Seconde Jeunesse de M. Brunell (Babbitt) de Harry Beaumont
- 1925 : Le Monstre (The Monster) de Roland West
- 1925 : Cobra de Joseph Henabery
- 1925 : Faut qu'ça gaze (California Straight Ahead) de Harry A. Pollard
- 1926 : Le Balourd (The Boob) de William A. Wellman
- 1926 : Le Torrent (Torrent) de Monta Bell
- 1926 : Monte Carlo de Christy Cabanne
- 1927 : La Vendeuse des galeries (Becky) de John P. McCarthy
- 1927 : Monsieur Wu (Mr. Wu) de William Nigh
- 1927 : The Cheerful Fraud (en) de William A. Seiter
- 1927 : Bringing Up Father de Jack Conway
- 1928 : A Woman Against the World de George Archainbaud
- 1928 : Hey Rube! de George B. Seitz
- 1929 : The Show of Shows de John G. Adolfi
- 1928 : Sporting Goods de Malcolm St. Clair
- 1929 : The Lone Wolf's Daughter d'Albert S. Rogell
- 1929 : Sonny Boy de Archie Mayo